# Vlčinec čínský
Vlčinec čínský (Thermopsis chinensis) je druh rostlin z čeledi bobovité (Fabaceae). Jsou to byliny se žlutými květy a trojčetnými listy, připomínající vlčí bob nebo zlatý déšť (Laburnum anagyroides).

## Popis
Druh je vytrvalá bylina, dorůstá výšky 45–60 cm. Tvoří keře. Květy jsou typické pro bobovité. Kvete květen červen.

## Rozšíření
Druh je původní ve střední a východní Asii.

## Význam
Je pěstován jako okrasná rostlina pro dekorativní květenství. Je používán jako protierozní porost.

## Pěstování
Preferuje plné slunce, střední až sušší propustné půdy. Snáší přísušky, ale je vhodný pro průměrně vlhké stanoviště, ale snese podle některých zdrojů i vlhké. Nevyžaduje zvláštní péči. Doporučováno je pěstování ve skupinách. Lákavý pro motýly, květy lze použít řezané. Trvalka, plně mrazuvzdorná.